# Coimbrã
Coimbrã é uma aldeia situada na freguesia de Atouguia da Baleia, município de Peniche.